# Ариана Дебос
Ариана Дебос (на английски: Ariana DeBose) е американска актриса, танцьорка и певица.

## Биография
Ариана Дебос е родена на 25 януари 1991 г. в Уилмингтън, Северна Каролина. Майка й Джина Дебос е учителка.  Ариана заучава танци в „CC & Co. Dance Complex в Raleigh“.  Тя заявява, че баща й е пуерториканец, а майка й е бяла. Тя също има афроамерикански и частично италиански произход. 

### Кариера
Ариана Дебос прави своя телевизионен дебют в шестия сезон на „Мислиш си, че можеш да танцуваш“ през 2009 г. След това прави своя дебют на Бродуей в „Bring It On: The Musical“ през 2011 г. и продължава работата си на Бродуей с роли в „Motown: The Musical“ (2013) и „Пипин“ (2014). От 2015 г. до 2016 г. тя изиграва ролята на Куршумът в мюзикъла на Лин-Мануел Миранда „Хамилтън“ и се появява като Джейн в „Приказка от Бронкс“ (2016–2017). През 2018 г. тя е номинирана за наградата „Тони“ за най-добра актриса в мюзикъл за изпълнението си на Диско Дона в „Summer: The Donna Summer Musical“. През 2022 г. тя е домакин на 75-ите награди „Тони“.
Появява се в музикалния филм на Нетфликс „Бала“ (2020) и музикалния комедиен сериал на Apple TV+ „Schmigadoon!“ (2021), преди да получи широко признание с ролята си на Анита в мюзикъла на Стивън Спилбърг „Уестсайдска история“ (2021). За изпълнението си тя печели „Оскар за най-добра поддържаща женска роля“, „Златен глобус за най-добра актриса в поддържаща роля“, „Награда БАФТА за най-добра актриса в поддържаща роля“ и други.

### Личен живот
Ариана Дебос се идентифицира като куиър  и разкрива това пред баба си и дядо си през 2015 г. 
През декември 2020 г. Дебос и Джо Елън Пелман стартират инициативата „Непокорни сърца“ (Unruly Hearts). Инициативата е създадена, за да помогне на младите хора да се свържат с благотворителни организации, които се застъпват за ЛГБТ общността. 
Тя има връзка с дизайнера на костюми и професор Сю Маку, те се срещат, докато работят по „Съмър: Мюзикълът на Дона Съмър“ (Summer: The Donna Summer Musical) през 2017 г.  Преди това Ариана Дебос е в романтична връзка със сценографа Джил Джонсън. Двойката се запознава, докато и двамата работят по мюзикъла (Motown: The Musical). 

## Избрана филмография

### Кино
| Година | Филм                | Оригинално заглавие | Роля       | Режисьор        |
| ------ | ------------------- | ------------------- | ---------- | --------------- |
| 2020   | Хамилтън            | Hamilton            |            | Томас Кейл      |
| 2021   | Уестсайдска история | West Side Story     | Анита      | Стивън Спилбърг |
| 2023   | Желание             | Wish                | Аша (глас) | Крис Бък        |

### Телевизия
| Година      | Филм                            | Оригинално заглавие        | Роля                                     | Бележки   |
| ----------- | ------------------------------- | -------------------------- | ---------------------------------------- | --------- |
| 2009        | Мислиш си, че можеш да танцуваш | So You Think You Can Dance | себе си                                  | 1 епизод  |
| 2009        | Западен свят                    | Westworld                  | Мая                                      | 6 епизода |
| 2021 – 2023 | Шмигадун!                       | Schmigadoon!               | Ема Тейт (сезон 1) Конферансие (сезон 2) | 9 епизода |